# جایزه سازمان ملل متحد در زمینه حقوق بشر
جایزه سازمان ملل در زمینه حقوق بشر در سال ۱۹۶۶ به عنوان قطعنامه ۲۲۱۷ در مجمع عمومی سازمان ملل متحد به تصویب رسید. این جایزه به افراد و سازمان‌هایی که فعالیت‌های قابل توجه و چشمگیری در زمینه حمایت از حقوق بشر و ترویح اعلامیه جهانی حقوق بشر انجام داده‌اند ارائه می‌گردد تا از تلاش ایشان در ارتقای وضعیت حقوق بشر در دنیا قدردانی به عمل آمده باشد.
این جوائز اولین بار در سال ۱۹۶۸ اعطا شد و از آن پس در فواصل هر پنج سال داده شد. مراسم اعطای جوائز معمولاً در روز ۱۰ دسامبر که سازمان ملل آن را روز حقوق بشر نامیده‌است انجام می‌گیرد. دریافت کنندگان توسط یک کمیته ویژه شامل رؤسای مجمع عمومی. و شورای اقتصادی و اجتماعی و رئیس کمیسیون حقوق بشر. کمیسیون مقام زن ملل متحد. و زیر کمیته ارتقاٰء و حمایت از حقوق بشر انجام می‌گیرد.
یادگار فیزیکی جایزه یک پلاک فلزی است که آرم سازمان ملل و یک طرح هنرمندانه روی ان نقش بسته و کلمات تقدیر روی ان حک شده‌است. بر خلاف جایزه نوبل – و لیست برندگان جایزه ـمشترکات بیشتری با جایزه صلح نوبل دارد و به ویژه اینکه جوایز سازمان ملل غیرانتفاعی است.

## برندگان سال ۱۹۶۸

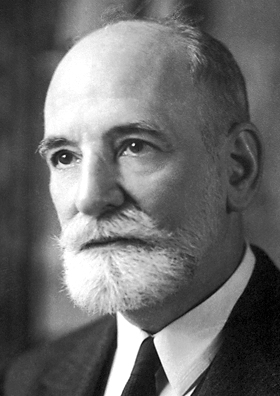
رنه کسن

- مانوئل بیانچی؛ رئیس کمیسیون بین‌المللی آمریکایی حقوق بشر (شیلی)
- رنه کسن؛ عضو کمیسیون حقوق بشر سازمان ملل متحد (فرانسه)
- آلبرت لوتولی؛ رئیس کنگره ملی آفریقا (اهدا پس از مرگ)(آفریقای جنوبی)
- مهرانگیز منوچهریان؛ وکیل و سناتور (ایران)
- پتر امتیانویچ؛ عضو کمیسیون حقوق بشر سازمان ملل (اوکراین)
- النور روزولت؛ رئیس کمیسیون حقوق بشر سازمان ملل؛ (اهدا پس از مرگ) (آمریکا)

## برندگان سال ۱۹۷۳
- طه حسین، استاد ادبیات ¬(مصر)
- سی ویلفرد جیمز، مدیر عام اداره بین‌المللی کار (اهدا بعد از مرگ) (بریتانیا)
- ماریا لاوال اوربینا، وکیل و استاد (مکزیک)
- آبل موزوروا، رئیس کنگره ملی آفریقای متحد (رودزیا)
- سیووساگور رامگولام، نخست‌وزیر(موریس)
- او تانت، دبیرکل (برمه)

## برندگان سال ۱۹۷۸
- • بیگم رعنا لیاقت علی (پاکستان)
- • پرنس صدرالدین آقاخان (ایران)

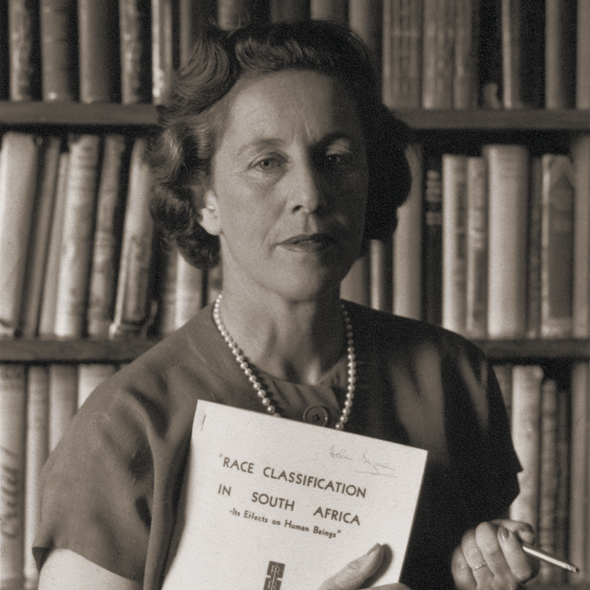
هلن سوزمن

- • مارتین لوتر کینگ جونیور (اهدا بعد از مرگ) (آمریکا)
- • هلن سوزمن (آفریقای جنوبی)
- • کمیته بین‌المللی صلیب سرخ
- • عفو بین‌الملل
- • ویکاریا د لا سولیداریداد (شیلی)
- • اتحادیه ملی زنان تونس (تونس)

## برندگان سال ۱۹۸۸
- بابا آمته، وکیل حقوق بشر (هند)

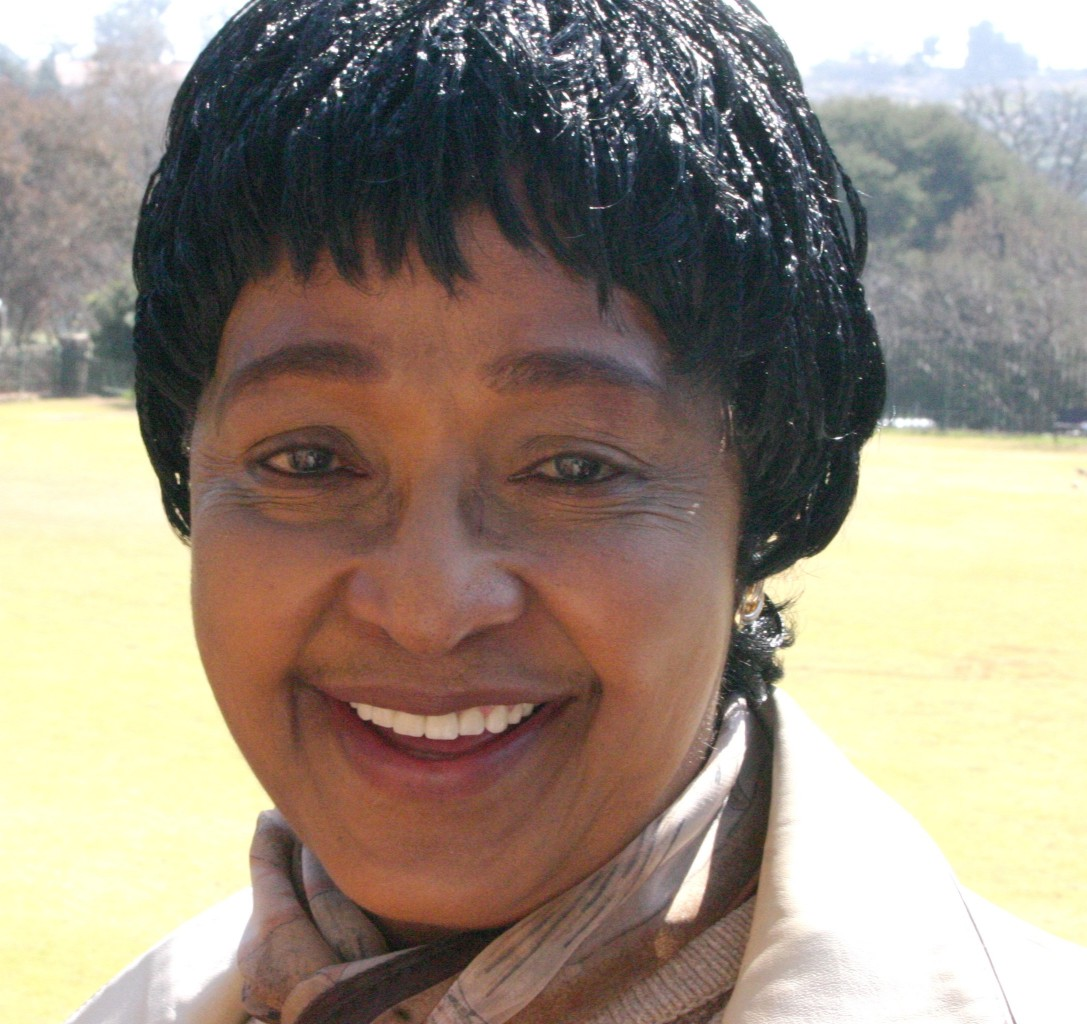
وینی ماندلا

- جان پیترز هامفری، رئیس بخش حقوق بشر سازمان ملل متحد (کانادا)
- آدام لوپاتکا، رئیس دیوان عالی (هلند)
- لئونیداس پروآریو، اسقف کلیسای کاتولیک رومی(اکوادور)
- نلسون ماندلا، وکیل و مقام دولتی (آفریقای جنوبی)
- وینی ماندلا، مددکار پزشکی اجتماعی (آفریقای جنوبی)

## برندگان سال ۱۹۹۳
- حسیب بن عمار، رئیس لیگ حقوق بشر تونس و سازمان عربی حقوق بشر (تونس)
- اریکا ایرین داعس، رئیس کارگروه سازمان ملل متحد براای جمعیت‌های بومی (یونان)
- جیمز گرانت مدیر اجرایی یونیسف (ایالات متحده آمریکا)
- کمیسیون بین‌المللی قضات (مستقر در آلمان)
- پرسنل پزشکی بیمارستان مرکزی سارایوو
- سونیا پیکادو سوتلا، معاون رئیس دادگاه بین‌المللی آمریکایی حقوق بشر (کاستاریکا)
- گونش من سینگ، رهبر عالی نپال و فرمانده جنبش دمکراسی۱۹۹۰ (نپال)
- اتحادیه زنان سودان، (سودان)
- جولیو تومیری خاویر، بنیانگذار مجمع دائم حقوق بشر (بولیوی)

## برندگان سال ۱۹۹۸

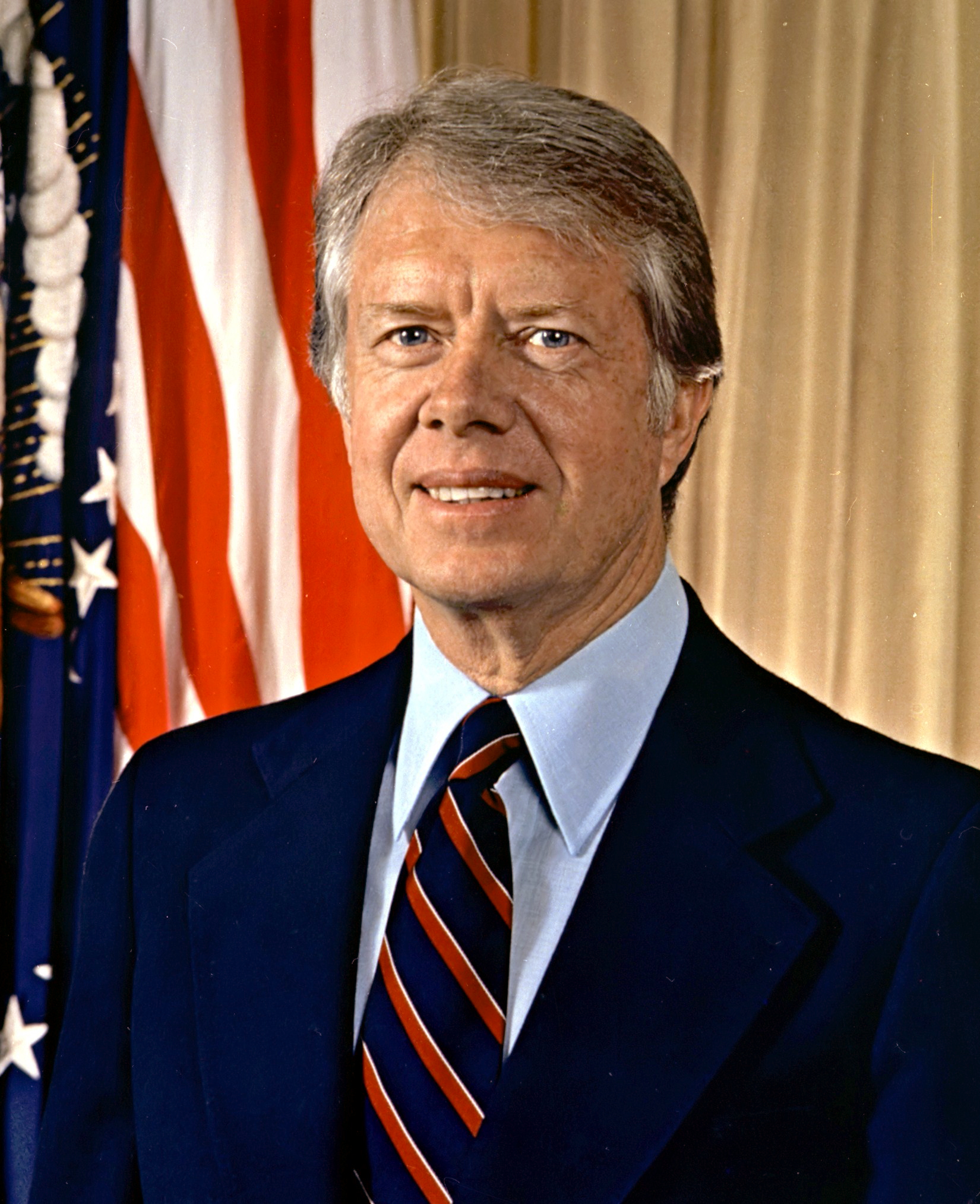
جیمی کارتر

- سانیلا ابیسکرا، مدیر اجرایی اینفورم (سری‌لانکا)
- آنجلینا آشنگ آتیام، بنیانگذار انجمن والدین نگران (اوگاندا)
- جیمی کارتر، رئیس‌جمهور سابق (ایالات متحده آمریکا)
- خوزه گراوری، وزیر حقوق بشر (برزیل)
- آنا ساباتویا، بنیانگذار منشور ۷۷ (جمهوری چک)
- همه مدافعان حقوق بشر، «هزاران افراد شجاع در جهان»

## برندگان سال ۲۰۰۳
- استلا دو کارلوتو، رئیس مادران میدان مایو (آرژانتین)
- شبکه صلح زنان رودخانه مانو، (سیرالئون، لیبریا و گینه)
- تیم مدیریت پروژه حفاظت از خانواده (اردن)
- دنگ پوفانگ، مدیر فدراسیون معلولین چین، (جین)
- شولامیث کوانیگ، مدیر اجرایی جنبش مردمی آموزش حقوق بشر (ایالات متحده آمریکا)
- سرجیو ویریا د مالو، نماینده سازمان ملل متحدکه درعراق به قتل رسید (برزیل)

## برندگان سال ۲۰۰۸

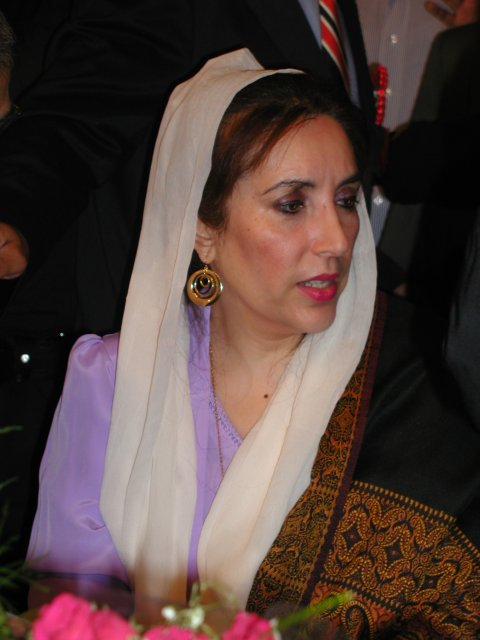
بی‌نظیر بوتو

- لویی آربور، کمیسر عالی سابق حقوق بشر سازمان ملل متحد، (کانادا)
- بی‌نظیر بوتو، نخست‌وزیر سابق مقتول و رهبر اپوزیسیون، (اهدا بعد ازمرگ) (پاکستان)
- رمزی کلارک، دادستان کل سابق، (ایالات متحده آمریکا)
- دکتر کارولین گومز از جامائیکایی‌ها برای عدالت.
- دکتر دنیس موک‌وگه، مؤسس مشترک بیمارستان عمومی پانزی (جمهوری دمکراتیک کنگو)
- دوروتی استانگ، راهبه کاتولیک رومی – مقتول (اهدا پس از مرگ)(برزیل)
- دیدبان حقوق بشر

## برندگان سال ۲۰۱۳
- بیرام دا اولد عبید، فعال حقوق بشر که در جنبش ضد برده داری (موریتانی)
- هلیج نیتا آپوک، فعال حقوق بشری و برگزارکننده کمپین حمایت از معلولان (کوزوو)
- لیزا کاوپینن، رئیس فدراسیون جهانی ناشنوایان (فنلاند)
- خدیجه ریادی، رئیس سابق انجمن حقوق بشر مراکش (مراکش)
- دیوان عالی کشور مکزیک (مکزیک)
- ملاله یوسف‌زی دختر دانش آموزی که برای تحصیل در مدرسه توسط گروه طالبان مورد حمله قرار گرفته شد (پاکستان)

## برندگان سال ۲۰۱۸
- عاصمه جهانگیر، سیاست‌مدار، حقوق‌دان و فعال حقوق بشر اهل پاکستان (پاکستان)
- ربکا گومی، فعال حقوق بشر اهل تانزانیا (تانزانیا)
- جونیا واپیچانا، فعال حقوق بشر(برزیل)
- مدافعان خط مقدم حقوق بشر (ایرلند)